# 氟碳涂料
氟碳涂料是一种高耐候性的特殊涂料，廣泛的被使用在全球超高大樓的帷幕牆上，又称氟碳烤漆、氟碳自乾漆、氟树脂涂料等。氟碳涂料主要成份是氟碳树脂（70%）/壓克力樹脂（30%）、颜料、助剂。氟元素电负性大，碳-氟键能强，因而各项性能优越。在建筑、化学工业、电器电子工业、机械工业、航空航天产业、家庭用品的各个领域得到广泛应用。

## 历史
最早的“氟碳涂料”在1938年诞生，是杜邦公司的特氟龍涂层，即聚四氟乙烯（PTFE）、聚全氟丙烯（FEP）等共聚合物。1960年代Pennwalt Co.研發出PVDF樹脂，1967年美國PPG Industries Inc.使用PVDF樹脂推出全球首支的PVDF氟碳烤漆。

## 特点
氟碳涂料具有较好的综合性能，主要表现在耐候性、耐盐雾性能、耐洗性能、不粘附性能等。
- 质量轻，不会增加建筑的荷载，不会掉落。
- 装饰效果好，在外观上与铝塑板相当。
- 较好的耐光性能、耐候性能、耐久性，可以保持10年以上不失光，不失色。
- 不粘附性能好，不容易粘灰，表面附着的灰尘可以通过雨水自洁。
- 涂布操作简单，不受要涂布部位形状的限制。

## 品种
目前应用比较广泛的氟树脂涂料主要有PTFE、PVDF、FEVE等三大类型。
- 金属氟碳漆：
  - 依照塗裝方式：分噴塗型（Extrusion)和輥塗型(Coil)。
  - 依照塗層：分氟碳底漆（primer);氟碳中間漆（barrier coat); 氟碳面漆（Top Coat); 氟碳透明漆(Clear coat)。
  - 依照乾燥方式：分高溫氟碳烤漆；中溫氟碳烤漆；氟碳自乾漆。
- 氟碳漆底漆
- 水性氟碳漆
- 钢结构氟碳漆